# رنگینک کلاه‌دار
رنگینک کلاه‌دار یا سهره ریز کلاه‌دار (نام علمی: Lonchura spectabilis)، همچنین به عنوان رنگینک بریتانیای جدید یا رنگینک اسکلتر شناخته می‌شود، گونه‌ای از سهره ریز است که در بریتانیای جدید و گینه نو یافت می‌شود.